# Syrská libra
Syrská libra (arabsky الليرة السورية, v přepisu al-līra as-sūrijja, francouzsky livre syrienne, anglicky Syrian pound) je oficiální měna Sýrie. Mezinárodní kód měny podle normy ISO 4217 je SYP.
Během syrské občanské války hodnota syrské libry rychle poklesla kvůli odlivu kapitálu do sousedních zemí a kvůli sankcím USA a Evropské unie.